# المرادح (الشعر)

تعديل مصدري - تعديل

المرادح هي إحدى قرى عزلة الأ ملؤك بمديرية الشعر التابعة لمحافظة إب، بلغ تعداد سكانها 317 نسمة حسب تعداد اليمن لعام 2004.